# Lavtemperatur-tilberedning
Lavtemperatur-tilberedning er en madlavningsteknik, der bruger temperaturer i området omkring 60 til 90 °C i længere tid til at tilberede mad.
Lavtemperatur-tilberedningsmetoder omfatter sous vide-tilberedning, slow cooking ved hjælp af en slow cooker, madlavning i en normal ovn, som har en minimal indstilling på omkring 70 °C og brug af en kombidamper, der giver nøjagtig temperaturkontrol. Den traditionelle kogegrube tilbereder også mad ved lav temperatur.
Tilberedning af mad ved en lavtemperaturmetode betyder ikke nødvendigvis, at den indre temperatur i maden er lavere end ved traditionel madlavning. For at undgå at blive syg af det tilberedte kød, skal tilberedningstemperaturen være 20-25 °C over det givne køds anbefalede kernetemperatur.
I sydstaterne bliver denne madlavningsstil nogle gange omtalt som "low and slow".
Eksempler på lavtemperatur-tilberedning:
- Tjälknöl - almindeligvis elgkød, som ovnsteges ved 75 grader i lang tid
- Pochering - bruger en relativt lav temperatur i væske (ca. 70-80 °C)
- Simre - holdes lige under kogepunktet for vand (lavere end 100 °C) og over pocheringstemperatur (højere end 71-80 °C)
- Slow food - mad der tager relativt lang tid at anrette